# Melitaea aurelita
Melitaea aurelita är en fjärilsart som beskrevs av Hans Fruhstorfer 1923. Melitaea aurelita ingår i släktet Melitaea och familjen praktfjärilar. Inga underarter finns listade i Catalogue of Life.